# Monte Bue
Der Monte Bue ist ein 1777 m s.l.m. hoher Gipfel im Umfeld des Monte Maggiorasca, des höchsten Berges des Ligurischen Apennins.
Er liegt zwischen dem Val d’Aveto und dem Valle del Ceno. Über seinen Gipfel verläuft die Provinzgrenze zwischen Ligurien und Parma.
Der Monte Bue ist ein beliebtes Ziel für Wanderer mit dem Lago Nero, dem Monte Nero und dem Monte Maggiorasca im Umfeld. An seinen Hängen gibt es ein Biwak (Bivacco Sacchi), eine Berghütte (Prato Cipolla) und den Klettersteig „Ferrata Mazzocchi“. Auf dem Gipfel befinden sich ein Restaurant und eine Wetterstation. Seit 2010 gibt es einen Sessellift zum Gipfel des Monte Bue als Teil eines größeren Skigebietes.